# 沖縄県営鉄道輸送弾薬爆発事故
沖縄県営鉄道輸送弾薬爆発事故（おきなわけんえいてつどうゆそうだんやくばくはつじこ）とは、1944年（昭和19年）12月11日に、沖縄県島尻郡南風原村（現・南風原町）の沖縄県営鉄道糸満線で発生した鉄道事故である。
220人以上が死亡するという、鉄道事故としては日本史上最悪の被害を出した。

## 概要
米軍上陸に備え、沖縄県南部に駐屯していた第9師団が台湾へ12月中旬から転出することに伴い、第24師団が第9師団の担当地である沖縄県南部に移動することになり、沖縄県営鉄道による兵員輸送が大規模に行われていた。
1944年12月11日、兵員と武器弾薬を積んだ6両編成の列車が嘉手納駅を出発した。途中の古波蔵駅で方向転換と燃料補給のため機関車だけが那覇駅方面に行き、ガソリン入りのドラム缶を積載した無蓋車1両と有蓋車1両を牽引して古波蔵駅に帰り、元の6両を後部に連結して、各車輌に兵員と、一部は通学の女学生も乗せて糸満駅に向けて発車した。
喜屋武駅を過ぎた辺りの上り坂で貨客を満載した列車は速度が落ちていたが、南風原村（現・南風原町）神里付近に差し掛かると突然列車が轟音を立て大爆発、積載の弾薬も次々と誘爆し、辺り一面火の海となった。爆轟音は那覇市や、島尻（南部）全域でも聞こえたという。この事故で列車に乗っていた兵士210人前後、女学生8人、乗務員3人のあわせて約220人が犠牲となり、助かったのはとっさに貨車から飛び降りて列車から離れた女学生2人と乗務員1人だけであった。
現場に残っていた時計の針は4時30分頃を指していた。最後尾の1両は連結が外れ、弾薬と兵員は飛散し尽くして燃え盛る貨車が那覇方向に坂を下って後退し、津嘉山駅まで到達した。
原因は列車の機関車直後、1両目の無蓋車に積載されていたドラム缶入りのガソリンに、機関車の煙突から排出された火の粉が飛んで引火、爆発したもの。また、その他にも戦闘用の弾薬なども大量に積載しており、それら全てに引火したことで多くの犠牲者を出す結果となった。さらに、線路脇周辺のサトウキビ畑には軍の弾薬が数百トンも野積みされており、それらにも引火して爆轟、周囲数100mが火の海となり一部家屋にまで延焼した。爆発音は一晩中聞こえ、付近の村人は壕などに逃げ隠れたという。また、列車には多くの貴重な医療品も積み込まれていたが、これらも爆散してしまった。付近のガジュマルなどの木々には吹き飛ばされた包帯や肉片などが引っかかっていたが、後に兵士が回収を行っている。
この事故は対馬丸事件同様に箝口令が布かれ、戦時中は内密に処理された。
軍では無蓋車にガソリンや弾薬を積載することを禁止していたにもかかわらず、このような事故が発生したことに第32軍の参謀長・長勇中将は激怒した。長による軍への注意喚起書には「国軍創設以来初めての不祥事件なり、これにより当軍の戦力が半減せりというも、過言ならず」とあり、また「今、敵上陸するとせば、われは敵に対応すべき弾薬なく玉砕するほかは無き現状」（原文は旧字・カタカナ表記）とあり、軍にとって弾薬数百トン損失という被害がいかに看過できないものであったかが窺える。
2020年（令和2年）6月21日放送のNNNドキュメント・「封印～沖縄戦に秘められた鉄道事故～」では、那覇市史や関係者の証言に基づいて、CGによる事故の再現映像が作成、放映された。